# دلقک‌ماهی دونواره
دلقک‌ماهی دونواره (نام علمی: Amphiprion allardi) نام یک گونه از سرده دواره‌ای‌ها است.